# ISU Junior Grand Prix w łyżwiarstwie figurowym 2015/2016
ISU Junior Grand Prix w łyżwiarstwie figurowym 2015/2016 – 19. edycja zawodów w łyżwiarstwie figurowym w kategorii juniorów. Zawodnicy podczas tego sezonu wystąpili w siedmiu zawodach tego cyklu rozgrywek. Rywalizacja rozpoczęła się w Bratysławie 19 sierpnia, a zakończyła się finałem JGP w Barcelonie, który odbył się w dniach 10 – 13 grudnia 2015 roku.

## Kalendarium zawodów
| Lp. | Data                              | Miejsce          | Zawody                      | Źr. |
| --- | --------------------------------- | ---------------- | --------------------------- | --- |
| 1   | 19–23 sierpnia 2015               | Bratysława       | JGP na Słowacji             |     |
| 2   | 26–30 sierpnia 2015               | Ryga             | JGP na Łotwie               |     |
| 3   | 2–6 września 2015                 | Colorado Springs | JGP w Stanach Zjednoczonych |     |
| 4   | 9–13 września 2015                | Linz             | JGP w Austrii               |     |
| 5   | 23–27 września 2015               | Toruń            | JGP w Polsce                |     |
| 6   | 30 września – 4 października 2015 | Logroño          | JGP w Hiszpanii             |     |
| 7   | 7–11 października 2015            | Zagrzeb          | JGP w Chorwacji             |     |
| 8   | 10–13 grudnia 2015                | Barcelona        | Finał Junior Grand Prix     |     |

## Medaliści

### Soliści
| Zawody            | 1. miejsce        | 2. miejsce        | 3. miejsce        | Źr.   |
| ----------------- | ----------------- | ----------------- | ----------------- | ----- |
| Słowacja          | Roman Sadovsky    | Vincent Zhou      | Denis Margalik    | [ 1 ] |
| Łotwa             | Dmitrij Alijew    | Deniss Vasiļjevs  | Alexei Krasnozhon | [ 2 ] |
| Stany Zjednoczone | Nathan Chen       | Danijjel Samochin | Sōta Yamamoto     | [ 3 ] |
| Austria           | Dmitrij Alijew    | Vincent Zhou      | Iwan Pawłow       | [ 4 ] |
| Polska            | Sōta Yamamoto     | Deniss Vasiļjevs  | Roman Sadovsky    | [ 5 ] |
| Hiszpania         | Nathan Chen       | Danijjel Samochin | Zhang He          | [ 6 ] |
| Chorwacja         | Aleksandr Samarin | Nicolas Nadeau    | Tomoki Hiwatashi  | [ 7 ] |
| Finał JGP         | Nathan Chen       | Dmitrij Alijew    | Sōta Yamamoto     |       |

### Solistki
| Zawody            | 1. miejsce      | 2. miejsce              | 3. miejsce         | Źr.    |
| ----------------- | --------------- | ----------------------- | ------------------ | ------ |
| Słowacja          | Polina Curska   | Mai Mihara              | Vivian Le          | [ 8 ]  |
| Łotwa             | Marija Sotskowa | Kaori Sakamoto          | Choi Da-bin        | [ 9 ]  |
| Stany Zjednoczone | Yuna Shiraiwa   | Marin Honda             | Vivian Le          | [ 10 ] |
| Austria           | Marija Sotskowa | Mai Mihara              | Choi Da-bin        | [ 11 ] |
| Polska            | Polina Curska   | Jekatierina Mitrofanowa | Rin Nitaya         | [ 12 ] |
| Hiszpania         | Yuna Shiraiwa   | Alisa Fiediczkina       | Yura Matsuda       | [ 13 ] |
| Chorwacja         | Marin Honda     | Wakaba Higuchi          | Diana Pierwuszkina | [ 14 ] |
| Finał JGP         | Polina Curska   | Marija Sotskowa         | Marin Honda        |        |

### Pary sportowe
| Zawody            | 1. miejsce                            | 2. miejsce                               | 3. miejsce                            | Źr.                               |
| ----------------- | ------------------------------------- | ---------------------------------------- | ------------------------------------- | --------------------------------- |
| Słowacja          | Konkurencja nie została rozegrana     | Konkurencja nie została rozegrana        | Konkurencja nie została rozegrana     | Konkurencja nie została rozegrana |
| Łotwa             | Renata Ohanesian / Mark Bardej        | Anastasija Połujanowa / Stiepan Korotkow | Jekaterina Borisowa / Dmitrij Sopot   | [ 15 ]                            |
| Stany Zjednoczone | Anastasija Gubanowa / Aleksiej Sincow | Joy Weinberg / Maximiliano Fernandez     | Jelena Iwanowa / Tagir Chakimow       | [ 16 ]                            |
| Austria           | Amina Atachanowa / Ilja Spiridonow    | Anna Dušková / Martin Bidař              | Renata Ohanesian / Mark Bardej        | [ 17 ]                            |
| Polska            | Jekaterina Borisowa / Dmitrij Sopot   | Amina Atachanowa / Ilja Spiridonow       | Anastasija Gubanowa / Aleksiej Sincow | [ 18 ]                            |
| Hiszpania         | Konkurencja nie została rozegrana     | Konkurencja nie została rozegrana        | Konkurencja nie została rozegrana     | Konkurencja nie została rozegrana |
| Chorwacja         | Konkurencja nie została rozegrana     | Konkurencja nie została rozegrana        | Konkurencja nie została rozegrana     | Konkurencja nie została rozegrana |
| Finał JGP         | Jekaterina Borisowa / Dmitrij Sopot   | Anna Dušková / Martin Bidař              | Amina Atachanowa / Ilja Spiridonow    |                                   |

### Pary taneczne
| Zawody            | 1. miejsce                           | 2. miejsce                               | 3. miejsce                           | Źr.    |
| ----------------- | ------------------------------------ | ---------------------------------------- | ------------------------------------ | ------ |
| Słowacja          | Rachel Parsons / Michael Parsons     | Ałła Łoboda / Pawieł Drozd               | Sofja Szewczenko / Igor Jeriomienko  | [ 19 ] |
| Łotwa             | Bietina Popowa / Jurij Własienko     | Angélique Abachkina / Louis Thauron      | Sofja Jewdokimowa / Jegor Bazin      | [ 20 ] |
| Stany Zjednoczone | Lorraine McNamara / Quinn Carpenter  | Mackenzie Bent / Dmitre Razgulajevs      | Sofja Poliszczuk / Aleksandr Wachnow | [ 21 ] |
| Austria           | Ałła Łoboda / Pawieł Drozd           | Marie-Jade Lauriault / Romain Le Gac     | Julia Biechler / Damian Dodge        | [ 22 ] |
| Polska            | Lorraine McNamara / Quinn Carpenter  | Christina Carreira / Anthony Ponomarenko | Anastasija Skopcowa / Kiriłł Aloszyn | [ 23 ] |
| Hiszpania         | Marie-Jade Lauriault / Romain Le Gac | Bietina Popowa / Jurij Własienko         | Elliana Pogrebinsky / Alex Benoit    | [ 24 ] |
| Chorwacja         | Rachel Parsons / Michael Parsons     | Anastasija Skopcowa / Kiriłł Aloszyn     | Sofja Szewczenko / Igor Jeriomienko  | [ 25 ] |
| Finał JGP         | Lorraine McNamara / Quinn Carpenter  | Ałła Łoboda / Pawieł Drozd               | Rachel Parsons / Michael Parsons     |        |

## Klasyfikacje punktowe
| Miejsce w zawodach | Liczba punktów                 | Liczba punktów |
| Miejsce w zawodach | Soliści Solistki Pary taneczne | Pary sportowe  |
| ------------------ | ------------------------------ | -------------- |
| 1.                 | 15                             | 15             |
| 2.                 | 13                             | 13             |
| 3.                 | 11                             | 11             |
| 4.                 | 9                              | 9              |
| 5.                 | 7                              | 7              |
| 6.                 | 5                              | 5              |
| 7.                 | 4                              | 4              |
| 8.                 | 3                              | 3              |
| 9.                 | 2                              | —              |
| 10.                | 1                              | —              |

Awans do finału Junior Grand Prix zdobywa 6 najlepszych zawodników/par w każdej z konkurencji.
| Poz.                                                  | Zawodnik                                              | Punkty                                                |
| Miejsca 1–6: kwalifikacja do Finału Junior Grand Prix | Miejsca 1–6: kwalifikacja do Finału Junior Grand Prix | Miejsca 1–6: kwalifikacja do Finału Junior Grand Prix |
| ----------------------------------------------------- | ----------------------------------------------------- | ----------------------------------------------------- |
| 1                                                     | Nathan Chen                                           | 30                                                    |
| 2                                                     | Dmitrij Alijew                                        | 30                                                    |
| 3                                                     | Sōta Yamamoto                                         | 26                                                    |
| 4                                                     | Roman Sadovsky                                        | 26                                                    |
| 5                                                     | Danijjel Samochin                                     | 26                                                    |
| 6                                                     | Vincent Zhou                                          | 26                                                    |
| Miejsca 7–9: rezerwa do Finału Junior Grand Prix      |                                                       |                                                       |
| 7                                                     | Deniss Vasiļjevs                                      | 26                                                    |
| 8                                                     | Aleksandr Samarin                                     | 24                                                    |
| 9                                                     | Nicolas Nadeau                                        | 20                                                    |

| Poz.                                                  | Zawodniczka                                           | Punkty                                                |
| Miejsca 1–6: kwalifikacja do Finału Junior Grand Prix | Miejsca 1–6: kwalifikacja do Finału Junior Grand Prix | Miejsca 1–6: kwalifikacja do Finału Junior Grand Prix |
| ----------------------------------------------------- | ----------------------------------------------------- | ----------------------------------------------------- |
| 1                                                     | Polina Curska                                         | 30                                                    |
| 2                                                     | Marija Sotskowa                                       | 30                                                    |
| 3                                                     | Yuna Shiraiwa                                         | 30                                                    |
| 4                                                     | Marin Honda                                           | 28                                                    |
| 5                                                     | Mai Mihara                                            | 26                                                    |
| 6                                                     | Alisa Fiediczkina                                     | 22                                                    |
| Miejsca 7–9: rezerwa do Finału Junior Grand Prix      |                                                       |                                                       |
| 7                                                     | Kaori Sakamoto                                        | 22                                                    |
| 8                                                     | Choi Da-bin                                           | 22                                                    |
| 9                                                     | Vivian Le                                             | 22                                                    |

| Poz.                                                  | Zawodnicy                                             | Punkty                                                |
| Miejsca 1–6: kwalifikacja do Finału Junior Grand Prix | Miejsca 1–6: kwalifikacja do Finału Junior Grand Prix | Miejsca 1–6: kwalifikacja do Finału Junior Grand Prix |
| ----------------------------------------------------- | ----------------------------------------------------- | ----------------------------------------------------- |
| 1                                                     | Amina Atachanowa / Ilja Spiridonow                    | 28                                                    |
| 2                                                     | Renata Ohanesian / Mark Bardej                        | 26                                                    |
| 3                                                     | Jekaterina Borisowa / Dmitrij Sopot                   | 26                                                    |
| 4                                                     | Anastasija Gubanowa / Aleksiej Sincow                 | 26                                                    |
| 5                                                     | Anna Dušková / Martin Bidař                           | 22                                                    |
| 6                                                     | Anastasija Połujanowa / Stiepan Korotkow              | 22                                                    |
| Miejsca 7–9: rezerwa do Finału Junior Grand Prix      |                                                       |                                                       |
| 7                                                     | Bryn Hoffman / Bryce Chudak                           | 18                                                    |
| 8                                                     | Joy Weinberg / Maximiliano Fernandez                  | 17                                                    |
| 9                                                     | Jelena Iwanowa / Tagir Chakimow                       | 16                                                    |

| Poz.                                                  | Zawodnicy                                             | Punkty                                                |
| Miejsca 1–6: kwalifikacja do Finału Junior Grand Prix | Miejsca 1–6: kwalifikacja do Finału Junior Grand Prix | Miejsca 1–6: kwalifikacja do Finału Junior Grand Prix |
| ----------------------------------------------------- | ----------------------------------------------------- | ----------------------------------------------------- |
| 1                                                     | Lorraine McNamara / Quinn Carpenter                   | 30                                                    |
| 2                                                     | Rachel Parsons / Michael Parsons                      | 30                                                    |
| 3                                                     | Ałła Łoboda / Pawieł Drozd                            | 28                                                    |
| 4                                                     | Bietina Popowa / Jurij Własienko                      | 28                                                    |
| 5                                                     | Marie-Jade Lauriault / Romain Le Gac                  | 28                                                    |
| 6                                                     | Anastasija Skopcowa / Kiriłł Aloszyn                  | 24                                                    |
| Miejsca 7–9: rezerwa do Finału Junior Grand Prix      |                                                       |                                                       |
| 7                                                     | Angélique Abachkina / Louis Thauron                   | 22                                                    |
| 8                                                     | Christina Carreira / Anthony Ponomarenko              | 22                                                    |
| 9                                                     | Sofja Szewczenko / Igor Jeremienko                    | 22                                                    |